# Canal+
Canal+ is een Franse commerciële betaal-televisiezender, gericht op films en sport. De zender behoort tot de Canal+ Groep, filiaal van Vivendi SA.

## Historie
Canal+ werd in 1984 in Frankrijk gecreëerd, en was de eerste Franse betaalzender. De eerste uitzending vond plaats op 4 november 1984.
In 1991 werd Canal+ eigenaar van de Franse club Paris Saint-Germain. In juni 2006 verkocht het mediabedrijf de club weer door aan drie andere investeerders.
In 1997, na de overname van Filmnet door Canal+ was de zender ook in Vlaanderen en Nederland actief. Dit duurde tot 2004.
In Vlaanderen werden de zenders overgenomen door Telenet en herdoopt in achtereenvolgens Prime en Play.